# Dicranomyia wiseana
Dicranomyia wiseana är en tvåvingeart som först beskrevs av Alexander 1956.  Dicranomyia wiseana ingår i släktet Dicranomyia och familjen småharkrankar. Inga underarter finns listade i Catalogue of Life.